# Cuộc đột kích Baraawe
Cuộc đột kích Baraawe, mã được đặt tên Chiến dịch Thiên Dư, là một cuộc tấn công bằng trực thăng của Lực lượng Chiến dịch Đặc biệt Hoa Kỳ chống lại kẻ khủng bố Saleh Ali Saleh Nabhan vốn có liên kết với al-Qaeda và dân quân al-Shahaab đồng minh gần thị trấn Baraawe tại miền nam Somalia.

## Nguyên nhân
Cuộc hành quân biệt kích xảy ra giữa lúc có sự lo ngại ngày càng gia tăng rằng al-Qaeda đang phát triển hậu cứ ở quốc gia Somalia vô luật lệ này. Nhiều chuyên gia lo ngại rằng Somalia sẽ trở thành một an toàn khu cho al-Qaeda, nơi dùng để huấn luyện và bổ sung các tay súng giống như Afghanistan trong thập niên 1990. Năm 2008, hỏa tiễn của quân đội Hoa Kỳ hạ sát một lãnh tụ al-Qaeda tên Aden Hashi Ayro, đánh dấu một thắng lợi lớn sau một loạt các nỗ lực quân sự của Hoa Kỳ trong năm 2008.

## Cuộc đột kích
Một tiểu đội lính Mỹ xuất phát từ tàu chiến đậu ngoài khơi Ấn Độ Dương, tung ra cuộc hành quân đặc biệt ngày 14 tháng 9 năm 2009, bằng trực thăng võ trang vào Somalia, hạ sát được một thủ lĩnh của al-Qaeda ở Somalia, Saleh Ali Saleh Nabhan. Các đơn vị thuộc Bộ Chỉ huy Hỗn hợp Lực lượng Ðặc biệt Hoa Kỳ (USJSOC) có tham dự cuộc tấn công ở vùng Nam Somalia, đây là cuộc hành quân bí mật. Ít nhất đây là lần tấn công thứ sáu đánh vào Somalia trong vòng không đầy ba năm, và cũng là lần mới nhất trong một loạt những vụ ám sát các nhân vật của al-Qaeda tại quốc gia này, do lực lượng Mỹ chủ xướng. Sáu trực thăng bay lượn quanh một ngôi làng do phiến quân kiểm soát gần Baraawe, cách thủ đô Mogadishu chừng 250 cây số về hướng Nam, trước khi hai trực thăng khai hỏa bắn vào chiếc xe, làm thiệt mạng hai người và làm bị thương hai người khác. Nabhan bị giết chết khi có ít nhất bốn trực thăng Hoa Kỳ xả súng bắn vào một đoàn xe, trong đó có nhân vật al-Qaeda đang truy lùng, tại một làng ở phía Nam Somalia. Sau khi các trực thăng bắn vào một xe xong thì quay vòng trở lại, và đáp xuống để lấy đi những xác chết và bắt theo những người sống sót để nhận diện. Ngày 19 tháng 9 năm 2009, Abdi Fitah Shawey, phó thị trưởng đặc trách về vấn đề an ninh ở thủ đô Mogadishu của Somalia xác nhận với hãng thông tấn AP, "Báo cáo của an ninh tình báo chúng tôi xác nhận là Nabhan đã chết." Hai nhân vật lãnh đạo cao cấp của al-Shabab nói các tay súng của họ sẽ trả thù cuộc tấn công này.